# V. Ince pápa
Boldog V. Ince (Champagny-en-Vanoise, 1224 vagy 1225 – Róma, 1276. június 22.) néven kezdte meg uralkodását a katolikus egyház történetének 185. pápája. A korábban igen jelentős egyházi pályát befutott Ince a béke valóságos hírnökeként jelent meg a pápai trónuson. Hitbuzgósága és békés természete miatt később boldoggá is avatták. Pontifikátusa egy nappal tartott tovább fél évnél, ezért igazán nagy hatású cselekedetekre nem volt ideje. Mindenesetre Ince jó példája volt annak, hogy a lyoni zsinat határozata után sem tudtak a bíborosok egyértelmű döntéseket hozni, és inkább idős vagy beteg klerikusokat választottak meg Szent Péter trónjára, mint "áthidaló megoldásokat".

## Élete a tiara előtt
1224 körül született Pierre de Tarentaise néven Franciaország déli részében, Tarentaise régióban. Vallásos családban nevelkedett, és már tizenhat éves korában a dominikánusok rendjéhez csatlakozott. A koldulórend kiváló oktatásáról volt ismert akkoriban, és a pápai udvar legfőbb hivatalait is ezen rendek szerzetesei töltötték be kivételes tudásuk és hűségük miatt. Pierre igen szorgalmasan tanult, és hamarosan kiemelkedő tudásra tett szert. Amikor elhagyta a dominikánus kolostort, az ifjú Pierre Párizsba utazott, ahol beiratkozott az egyetemre. 1259-ben végzett kiváló minősítéssel. Jogi, teológiai és filozófiai ismeretei és egyre nagyobb hatású művei az egyetemen marasztalták őt, és hamarosan a párizsi universitas legelismertebb professzora lett. 

Munkásságának legkiemelkedőbb részei voltak Petrus Lombardus műveihez írott kommentárjai, illetőleg Szent Pál leveleihez írott magyarázatai. A nagy értékű művek sorában még több kánonjogi gyűjtemény és filozófiai mű is volt, amelyek közül négy kiemelt fontosságú volt: a "De unitate formae", a "De aeternitate mundi", a "De materia caeligi" és a "De intellectu et volontate". Ezen alkotások miatt érdemelte ki Pierre a kor tudományos berkeiben a Doctor famosissimus, azaz a legnevesebb doktor jelzőt.
A dominikánus rend világi karriert is engedélyez, ezért Pierre 1272-ben a Lyoni főegyházmegye érseke lett, majd egy évvel később az Ostiai szuburbikárius egyházmegye bíborosa püspöki rangon. Jelen volt a második lyoni egyetemes zsinaton 1274-ben, ahol X. Gergely pápa egyik fő tanácsadója és követe volt. A zsinaton ülést is vezetett, és többször is tárgyalt a külföldi delegációk vezetőivel. Szent Bonaventura halálakor ő celebrálta a gyászmisét. Amikor Gergely meghalt Arezzóban, a konklávé a néhai pápa törvényei alapján ült össze, és a zárt tárgyalásoknak végül 1276. január 21-én Pierre egyházfővé választásával szakadt vége. Pierre felvette az V. Ince uralkodói nevet, majd nekilátott rendezni az egyház ügyeit.

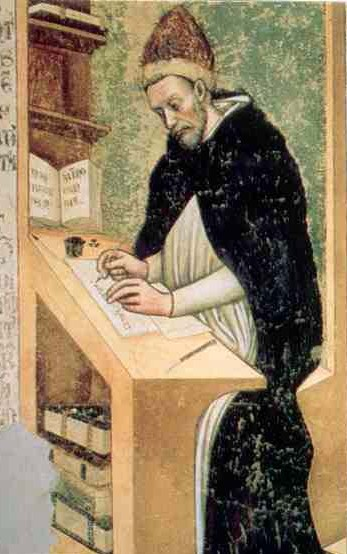
V. Ince pápa

## A megtestesült béke rövid pontifikátusa
Ince az első dominkánus pápaként legfőbb feladatának az egyház és a világ békéjét tekintette. Minden erejével azon volt, hogy a kontinens harcait elsimítsa. Legfőképpen a guelfek és a ghibellinek csatáit akarta enyhíteni Itáliában. Ennek eredménye lett Lucca és Pisa békéje. Több levelet is váltott az új német uralkodóval, Habsburg Rudolffal. Az egyház ügyei iránt nem túl fogékony uralkodó közönyösen viselkedett minden iránt, amely nem a családi birtokait érintette. Rudolf volt az első német uralkodó, aki nem a fejedelmek támogatásával akart uralkodni a birodalom felett, hanem saját birtokainak növelésével akarta befolyását növelni. Ebben pedig nem szerepelt az egyház védelmezője szerep. Rudolfot az is hidegen hagyta, hogy X. Gergely és V. Ince a birodalom itáliai tartományaiból hatalma alá vonta Lombardiát, Toszkánát és Romagnát. Rudolf azonban vitába keveredett Anjou Károllyal, amelyet Ince közvetítésével sikerült elsimítani.

Pontifikátusának igazán jelentős tette a görög rítusú kereszténységhez való közeledés volt. A második lyoni zsinaton VIII. Mihály, bizánci császár szerződésben garantálta a keleti egyházak Róma alá tagozódását. A politikai megfontolásból született egyesülés, azonban egyházi síkon nem valósult meg, és ennek Ince is tudatában volt, hogy a szerződés felszíne alatt is meg kell születnie a megegyezésnek. Ezért követeket indított Konstantinápolyba, de azok eredményeiről már nem hallhatott, ugyanis 1276. június 22-én meghalt Rómában.

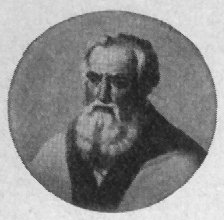
V. Ince pápa

## Művei
- nincsenek Documenta Catholica Omnia (latin nyelven). (Hozzáférés: 2011. december 6.)